# 온리원오브
OnlyOneOf(온리원오브)는 대한민국의 아이돌 그룹로 2019년 5월 28일에 데뷔한 에잇디 엔터테인먼트 소속 6인조 보이그룹이다.
그룹명인 OnlyOneOf는 '누군가의 오직 하나'라는 뜻으로 그 주체는 열어놨다.
현재 멤버 리에는 병역을 이행 중에 있으며 5인 체제로 팀 활동 중이다.

## 구성원
| 이름 | 소개 |
| ---- | --- |
| 나인 | - 본명 : 정욱진 - 생년월일 : 1999년 12월 13일(25세) - 출생지 : 대한민국 부산광역시 - 활동기간 : 2019년 5월 28일 ~ 현재            |
| 규빈 | - 본명 : 신규빈 (申揆彬) - 생년월일 : 1992년 4월 23일(33세) - 출생지 : 대한민국 경상남도 마산 - 활동기간 : 2019년 5월 28일 ~ 현재 |
| 리에 | - 본명 : 이성호 - 생년월일 : 1996년 11월 6일(28세) - 출생지 : 대한민국 대전광역시 - 활동기간 : 2019년 5월 28일 ~ 현재             |
| 유정 | - 본명 : 이태엽 - 생년월일 : 1997년 5월 29일(27세) - 출생지 : 대한민국 광주광역시 - 활동기간 : 2019년 5월 28일 ~ 현재             |
| 준지 | - 본명 : 김준형 - 생년월일 : 1998년 4월 6일(27세) (23세) - 출생지 : 대한민국 인천광역시 - 활동기간 : 2019년 5월 28일 ~ 현재       |
| Mill | - 본명 : 이용수 - 생년월일 : 1999년 3월 30일(26세) - 출생지 : 대한민국 광주광역시 - 활동기간 : 2019년 5월 28일 ~ 현재             |

### 이전 구성원
| 이름 | 소개 |
| ---- | --- |
| Love | - 본명 : 박지성 - 생년월일 : 1994년 1월 17일(31세) - 출생지 : 대한민국 경상북도 포항시 - 활동기간 : 2019년 5월 28일 ~ 2021년 8월 2일 |

## 세계관
- 온리원오브는 점, 선, 면 시리즈로 온리원오브만의 독특한 세계관을 구축하고 있는 그룹으로 시작은 하나의 작은 점에 불과하지만 그 점들을 이어 선을 만들고, 도약을 통해 온리원오브만의 단단한 면을 만들어 나가겠다는 포부를 담은 세계관이다.
  - 2019년 5월 발표한 데뷔 앨범 ‘dot point jump’가 ‘점’을 상징했고, 10월 발표한 두 번째 미니 앨범 ‘line sun goodness’는 선을 의미하는 테마로 작은 점들이 모여 선을 만들었다는 메시지를 담았다.
- 세계관뿐만 아니라 두 앨범 사이에는 연결되는 스토리텔링이 있다. 데뷔곡 ‘savanna’는 선악과의 달콤한 상징, 환락과 환희 속에 치명적인 아름다움을 강조하였다면 두번째 미니앨범의 타이틀곡 ‘sage’는 선악과 이후 구원에 대한 노래로 죄를 사해 달라며 서럽게 애원하지만 외면받는 자아를 나타내어 전작의 세계관과 스토리를 이어가고 확장하고 있다.
- 이외에도 곡마다 연결된 상징이 있다. 첫 번째 미니 앨범에 열대 초원의 ‘savanna’가 있었다면 이번에는 사막을 뜻하는 ‘desert’, 시간을 돌리고 싶은 아픔을 노래한 ‘time leap’의 후속으로 ‘time machine’, 팬송으로 통했던 ‘OnlyOneOf you'는 ‘OnlyOneOf me’로 대상이 바뀌었다.
- 점에서 선으로 점점 단단하게 그들의 존재감을 점차 드러내고 있는 온리원오브가 [unknown art pop 2.1]을 내놓으며 선과 면 사이의 준비를 시작한다. 싱글 ‘dOra maar'는 부제에 써 있는 것처럼 피카소의 다섯 번째 연인이자 피카소의 뮤즈였던 실존 인물이다. 본인 자신도 사진작가였으며 미술가였다. 도라 마르는 피카소를 만나 슬럼프에 빠져있던 빈손을 붓으로 향하게 했으며 열정을 불태우게 했다. 헤어진 후에도 영원히 피카소의 뮤즈로 남은 도라 마르. 온리원오브가 도라 마르를 꺼내든 건 뜬금없는 상징이 아니다. 데뷔 앨범 [dot point jump]에서 이미 ‘picassO'라는 곡을 통해 피카소의 여러 빛깔의 사랑을 표현했다. 그리고 [unknown art pop 2.1]을 통해 피카소의 연인이었던 도라 마르를 통해 사랑의 희극과 비극을 노래한다.
- 아직도 세상에 수많은 아이돌 중에 작은 하나일 뿐인 온리원오브는 묵묵히 걷는 음악적 여정을 통해 그 안에 단단함을 채워나가고 있다. 위험한 낙원이었던 ‘savanna'는 에덴 동산에서 버림받는 태초의 인간 ‘sage'로 구원을 노래하며 점에서 선이 되고, ‘time leap'는 ‘time machine'을 통해 절대 돌이킬 수 없는 시간의 흐름을 노래한다. 점점 확장되는 온리원오브의 스토리텔링은 [unknown art pop 2.1]에서 피카소의 뮤즈 도라 마르를 꺼내듬으로 더욱 확실해졌다. 온리원오브는 그냥 음악을 만드는 게 아니라 이야기를 만드는 그룹이 된다.

## 멤버 간 조합
- 구규럽(작곡즈) - 나인 & 규빈 & 러브 : 그룹 내에서 작곡/편곡을 담당하고 있는 나인의 9, 규빈의 규, 러브의 럽을 따서 구규럽이라고 부른다. 이 셋이 모이면 데시벨이 30이나 올라간다.

- 구규즈 - 나인 & 규빈 : 함께 곡 작업을 많이 하는 멤버로 맏형과 막내의 케미가 있다. 나인의 9와 규빈의 규를 따서 구규즈라고 부른다. 서로 코드가 잘 맞고 티키타카가 잘 된다. 서로의 유튜브라이브에서 종종 동반출연을 한다. 2021년 새해운세를 보고 나인의 운세가 규빈의 운세보다 좋게 나오자 규빈은 앞으로 나인을 형님으로 모시겠다고 아부를 떨었다.

- 맏내즈(국민즈) - 규빈 & 러브 : 막내가 되고 싶어하는 맏형즈. 막내와 맏형을 합쳐 맏내즈라고 부른다.

- 에비앙즈(1급수즈,청정암반수즈) - 규빈 & 러브 & 리에 : 윗물(형라인)이 맑아야 아랫물(동생라인)이 맑다고, 윗물(형라인)이 깨끗해서 나온 별명.

- 럽유 - 러브 & 유정 - 환상의 틱톡 메이트. 라이브 방송에서 자주 볼 수 있는 조합이다. 뭉치면 투닥 거리고 서로의 개그를 잘 받아주지 않는다.

- 등산즈 - 러브 & 유정 & 나인 - 2021년 2월 3일 새벽 6시경 아차산을 오른 멤버들이다. 자발적이었던 러브와 달리 유정과 나인은 사다리타기로 뽑혀 강제로 벌칙수행을 했다고 볼 수 있다. 이 조합은 빼빼로와 초콜렛 만들기를 함께하기도 했다.

- 리유준 - 리에 & 유정 & 준지 - 공식 댄스유닛. 커버댄스를 할 때 보통 이 조합이 메인이다.

- 이씨네(리유밀) - 리에 & 유정 & 밀 - 이리에, 이유정, 이밀을 이씨네라고 부른다.

- 리준 - 리에 & 준지 - 영혼의 식사 메이트. 서로를 가장 편안하게 생각하고 배려하는 듯하다. Instinct Part.1의 커플유닛이다.

- 미리에 - 밀 & 리에 - 순둥이들이다.

- 정빈 - 유정 & 규빈 - Instinct Part.1의 커플유닛이다.

- 광주즈 - 유정 & 밀 - 고향이 광주인 밀과 유정을 광주즈라고 부른다.

- 톰과 제리 - 준지 & 밀 - 준지가 톰, 밀이 제리.

- 99즈(막내즈) - 나인 & 밀 : 99년생 막내들을 99즈라고 부른다. 2020 온리원오브 어워즈에서 이 조합으로 '보고 또 보고 재감상'을 수상했다.

- 999즈 - 나인 & 밀 & 러브 : 99년생이 되고 싶은 러브가 자발적으로 주장한 조합. Instinct Part.1의 커플유닛이다. 러브피셜 온리원오브의 최강 조합이라고 한다.

- 2호선 팸 - 규빈 & 리에 & 준지 & 밀 : 연습생 때 같이 2호선을 타고 귀가하는 퇴근메이트들이었다.

## 특징
OnlyOneOf의 음악 및 컨셉에서는 요즘 그룹들이 주로 내세우는 소년미와는 다른 남성적인 섹시함과 중성적인 이미지를 느낄 수 있다. 위버섹슈얼 컨셉에 맞는 부드럽고 섬세한 남성적인 부분을 강조한 춤선 또한 데뷔곡 savanna를 통해 볼 수 있다.
무대 위에선 누구보다도 섹시하고 강렬한 아티스트이지만, 무대 아래에서는 팬사랑이 넘치는 현실남친돌의 모습을 볼 수 있다.
트위터는 공식 계정은 소속사에서, 소통 계정은 멤버들이 직접 운영하여 팬들과의 소통을 원활하게 진행하고 있다.

## 음반
| 발매일     | 구분        | 앨범명                  | 타이틀                              |
| ---------- | ----------- | ----------------------- | ----------------------------------- |
| 2019.05.28 | 미니 1집    | dot point jump          | time leap & savanna                 |
| 2019.10.30 | 미니 2집    | line sun goodness       | sage/구원                           |
| 2020.01.30 | 싱글 1집    | unknown art pop 2.1     | dOra maar                           |
| 2020.04.10 | 디지털 싱글 | yours only 2.2          | MONEY                               |
| 2020.05.21 | 싱글 앨범   | Produced by [ ] Part 1  | angel (Prod. GRAY)                  |
| 2020.08.27 | 싱글 앨범   | Produced by [ ] Part 2  | 얼음과 불의 노래 (Prod. GroobyRoom) |
| 2021.04.08 | 미니 1집    | Instinct Part 1         | libidO                              |
| 2021.09.10 |             | unknOwn ballad 2.3      | mOnO                                |
| 2021.12.23 |             | warm winter wishes      | melting snOwman                     |
| 2022.01.14 |             | Instinct Part 2         | skinz                               |
| 2023.03.02 |             | seOul cOllection        | seOul drift                         |
| 2023.10.20 |             | Bump Up Business        | EVERGREEN                           |
| 2023.10.27 |             | Bump Up Business        | lOve me                             |
| 2023.11.03 |             | Bump Up Business        | Stay In My Love                     |
| 2024.01.10 |             | Things I Can't Say Love | dOpamine                            |